# Головинское сельское поселение (Шарьинский район)
Голови́нское се́льское поселе́ние — упразднённое муниципальное образование в Шарьинском районе Костромской области.
Административный центр — село Головино.

## История
Головинское сельское поселение образовано 30 декабря 2004 года в соответствии с Законом Костромской области № 237-ЗКО, установлены статус и границы муниципального образования.
22 октября 2009 года в соответствии с Законом Костромской области № 525-4-ЗКО в состав Головинского сельского поселения включено упразднённое Матвеевское сельское поселение.
20 июня 2018 года присоединено к Шангскому сельскому поселению.

## Население
| 2008 | 2010 | 2012 | 2013 | 2014 | 2015 | 2016 | 2017 | 2018 |
| ---- | ---- | ---- | ---- | ---- | ---- | ---- | ---- | ---- |
| 217  | ↘165 | ↘150 | ↗151 | →151 | ↘146 | ↘140 | ↘127 | ↘122 |

## Состав сельского поселения
| №  | Населённый пункт | Тип населённого пункта       | Население |
| -- | ---------------- | ---------------------------- | --------- |
| 1  | Бусыгинцы        | деревня                      | →0        |
| 2  | Головино         | деревня                      | ↘41       |
| 3  | Головино         | село, административный центр | ↘48       |
| 4  | Колеватовцы      | деревня                      | ↗1        |
| 5  | Коневка          | деревня                      | →0        |
| 6  | Королёвка        | деревня                      | ↘33       |
| 7  | Красавцы         | деревня                      | →0        |
| 8  | Матвеевское      | село                         | ↗20       |
| 9  | Новосёловцы      | деревня                      | →0        |
| 10 | Нюрюг            | деревня                      | ↗47       |
| 11 | Робяши           | деревня                      | →0        |
| 12 | Смородинцы       | деревня                      | →0        |